# Maďarská kuchyně

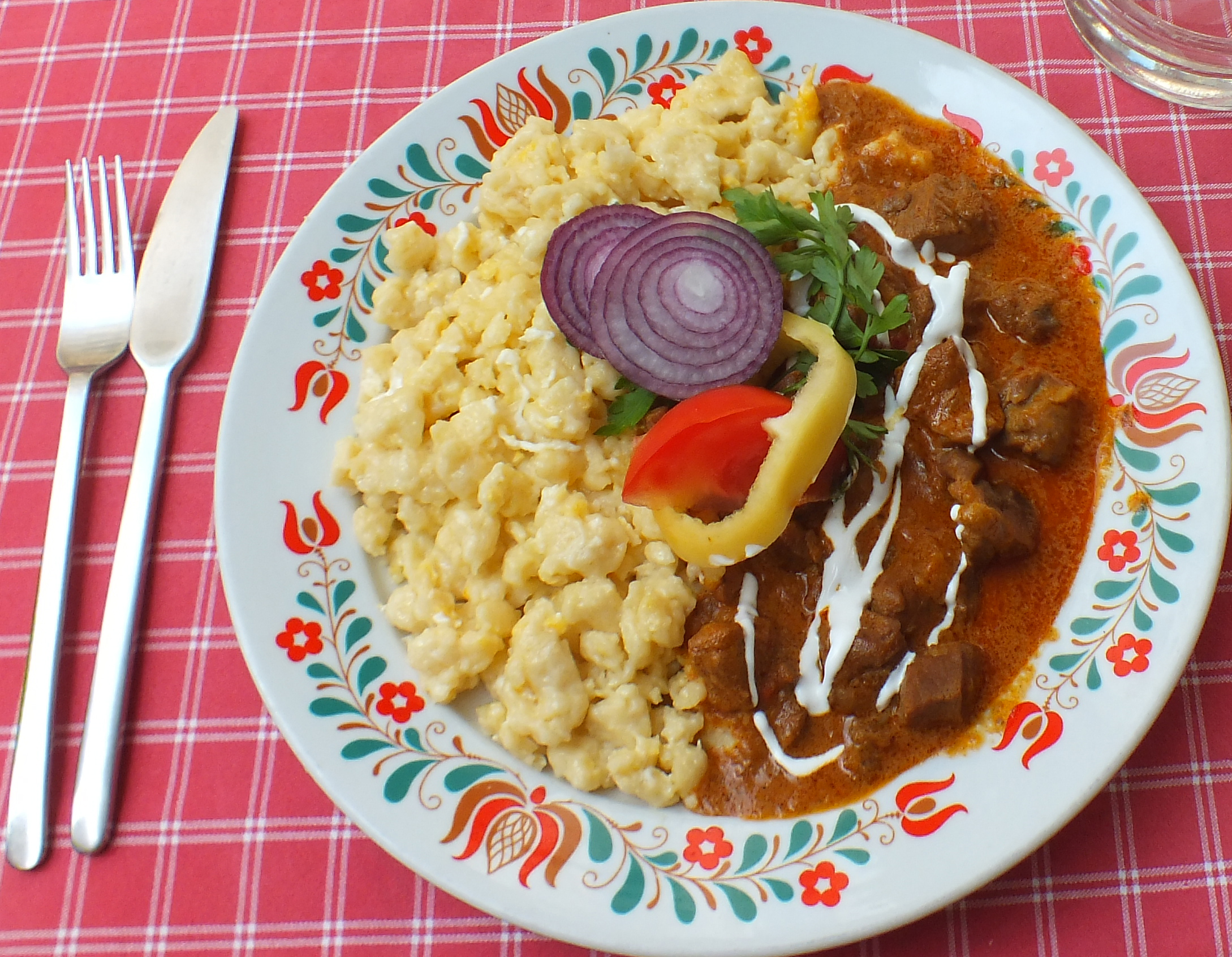
Pörkölt s nokedli

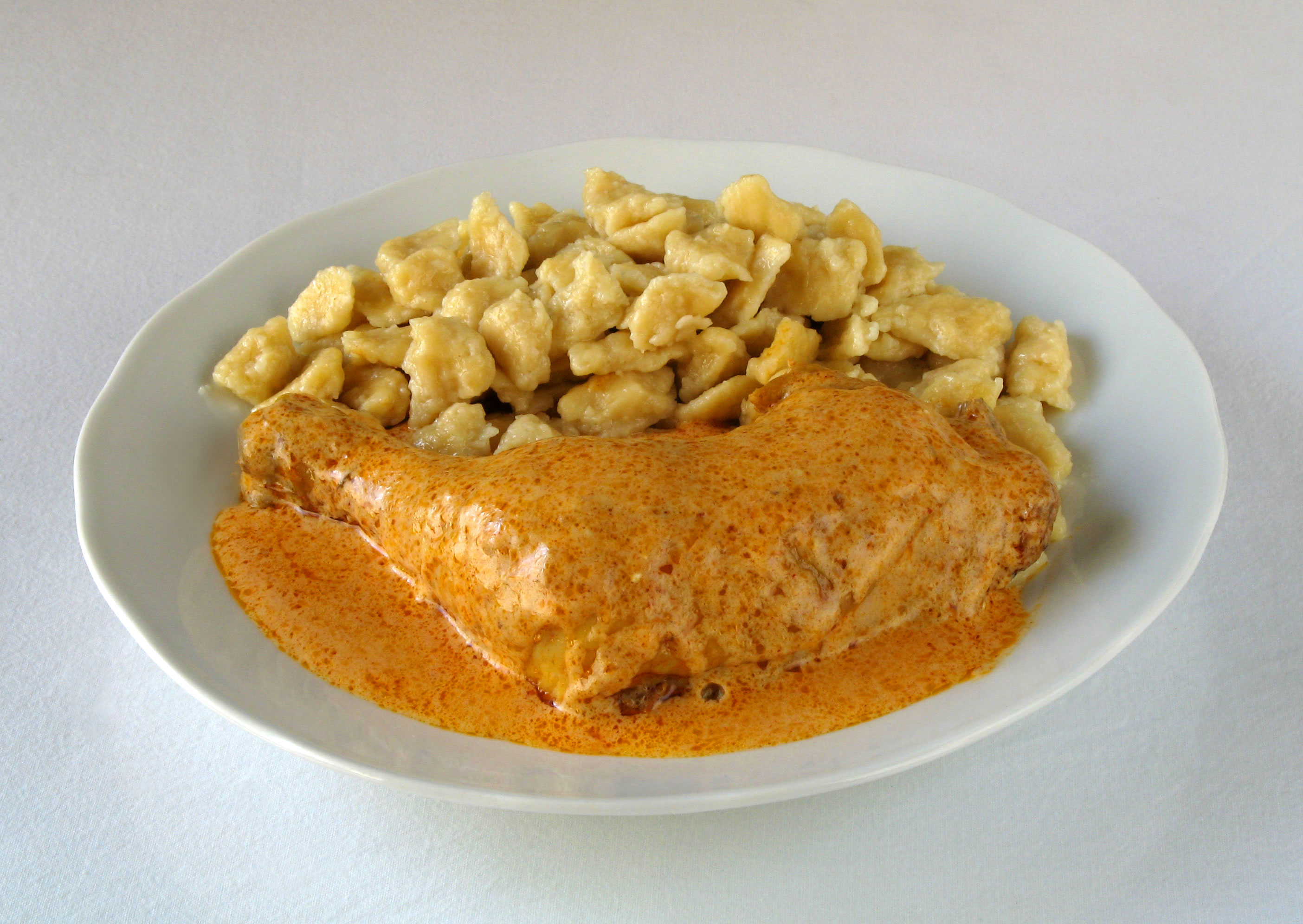
Paprikáš

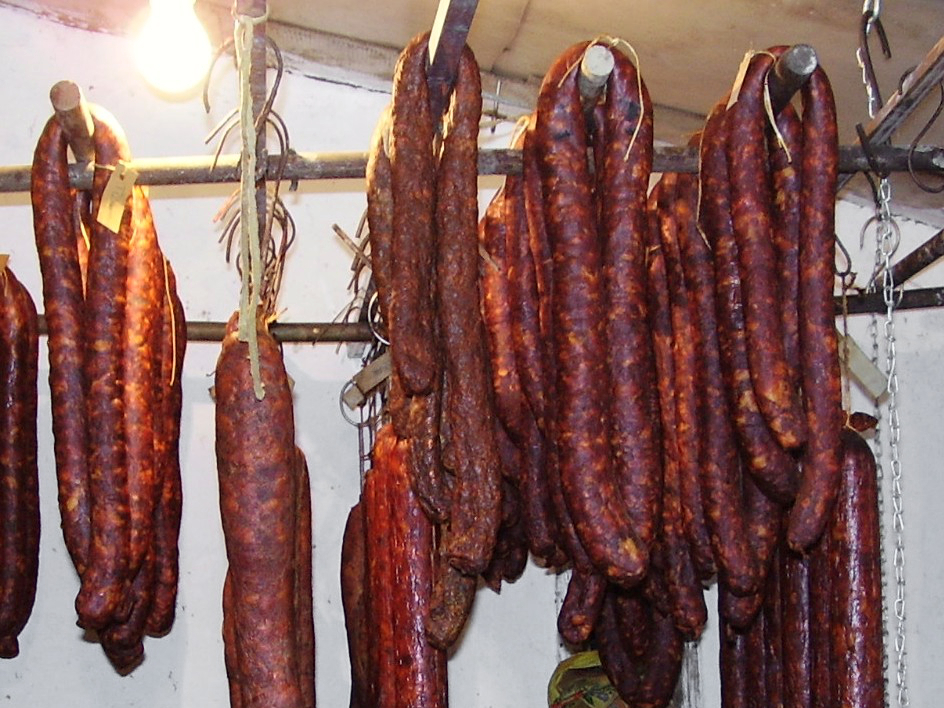
Čabajky

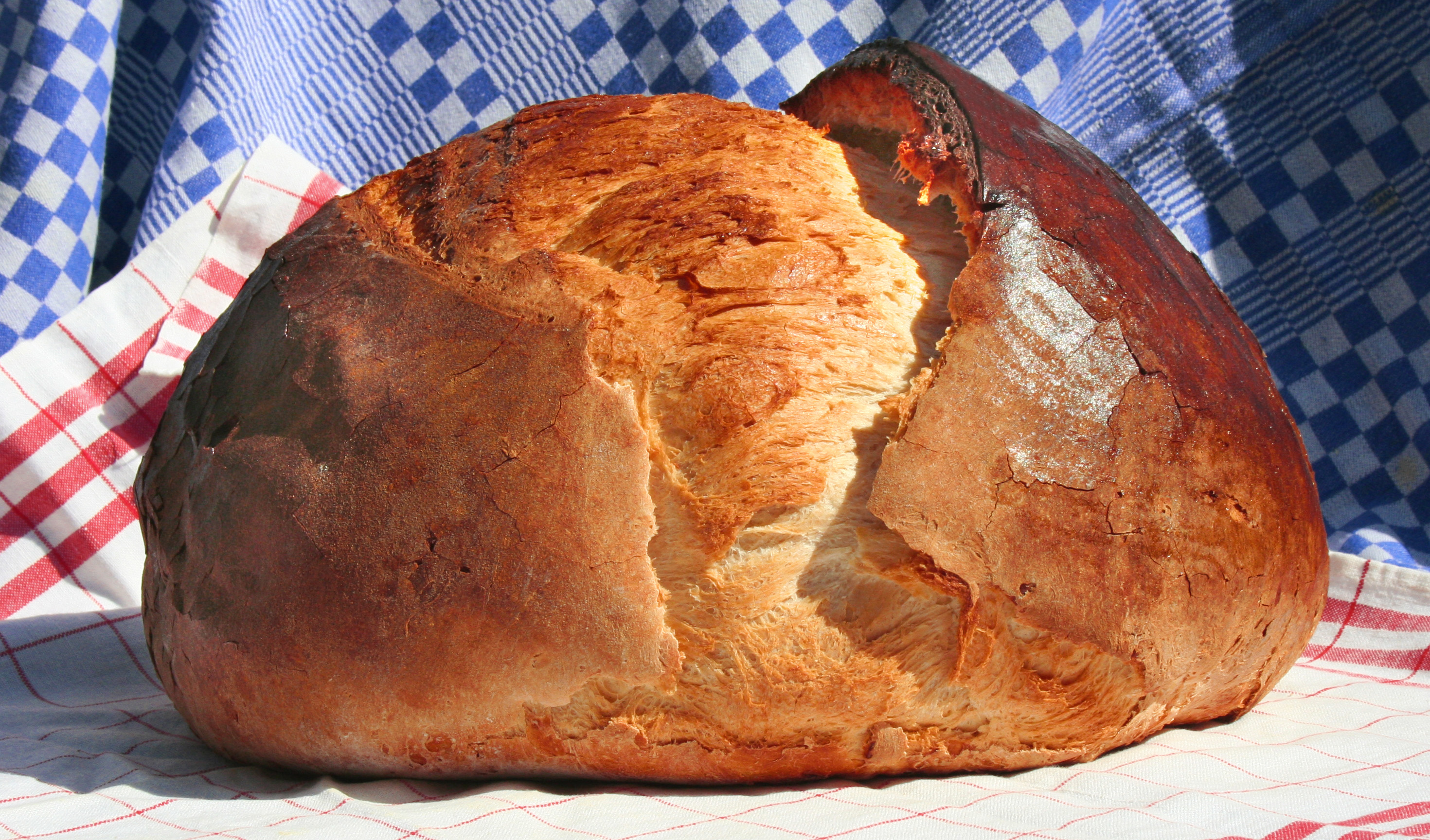
Maďarský chléb

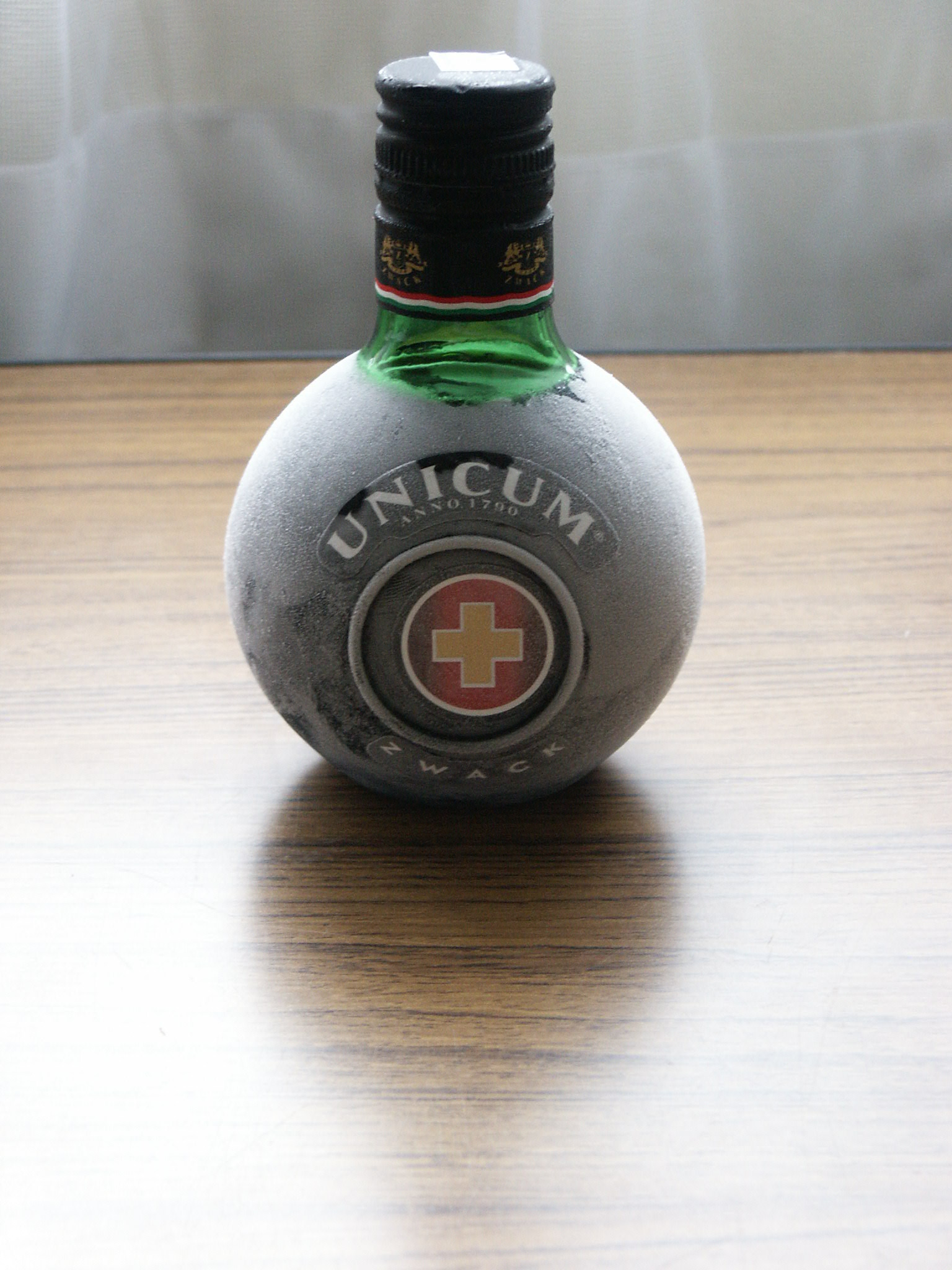
Unicum

Maďarská kuchyně se vyznačuje kaloricky bohatými jídly, využívá maso (především vepřové, ale často i telecí), sladkovodní ryby (kapr, sumec, candát) a zeleninu (rajčata, papriky, dýně, zejména sedmihradští Maďaři používají hojně kysané zelí). Typickým kořením je mletá paprika, buď sladká nebo pálivá, která dává jídlu charakteristickou chuť i lákavou červenou barvu. Často se používá i zakysaná smetana. Z pečiva je oblíbený bílý chléb. Pokrmy se připravují zpravidla na sádle; Maďarsko je domovem plemene prasat mangalica, jehož sádlo neškodí zdraví.[zdroj?]
Historicky vychází maďarská kuchyně z tradice kočovných pastevců: jídlo muselo být rychle hotové a zasytit, připravovalo se ve velkých objemech, odtud obliba vaření v kotlíku. Užívaly se dehydrované pokrmy, které se daly snadno převážet, jako tarhoňa. Maďarskou gastronomii pak ovlivnila i kuchyně turecká a rakouská. V 19. století se rozvinula měšťanská kultura, která dala v Budapešti vzniknout mnoha kavárnám se sladkými specialitami jako Dobošův dort, kvalitní je i maďarská čokoláda, např. značky Tibi.

## Pokrmy

### Polévky
- Újházy tyúkhúsleves — slepičí vývar s nudlemi
- halászlé — rybí polévka
- Jókai bableves — fazolová polévka
- gulyás — polévka z masa a papriky
- hideg meggyleves — studená višňová polévka

### Předkrmy
- körözött — liptovská pomazánka
- čabajka — ostrá klobása
- uherský salám
- libamájpástétom — paštika z husích jater
- disznósajt — tlačenka

### Hlavní jídla
- perkelt — dušené maso s paprikou, na rozdíl od gulyáse zahuštěné moukou
- paprikáš — maso ve smetanovo-paprikové omáčce
- tokáň — pikantní směs masa a zeleniny
- Hortobágyi palacsinta — palačinka plněná masem a zapečená
- Stefánia szelet — vepřová roláda s vejcem natvrdo, pojmenovaná podle princezny Štěpánky
- Erdélyi rakott káposzta — kysané zelí zapečené s masem, rýží a smetanou, v českých kuchařkách známé jako koložvárské zelí
- fatányéros — prkýnko s různými druhy grilovaného masa
- lečo — dušená zelenina s klobásou
- főzelék — omáčka z rozvařené zeleniny (prívarok)
- roštěná Hortobágy

### Přílohy
- tarhoňa — drobné kousky nudlového těsta
- nokedli — halušky
- langoš
- Erős Pista – slaná pálivá papriková pasta

### Dezerty
- Dobošův dort — tenké plátky piškotu vrstvené s čokoládovo-máslovým krémem
- Rigó Jancsi — piškotový dort s čokoládou
- bejgli — závin plněný mákem nebo ořechy
- Somlói galuska — pohár tvořený buchtou nakrájenou na kousky a šlehačkou
- Gundel palacsinta — palačinka plněná ořechy a politá čokoládou
- kürtőskalács — obdoba českého trdelníku
- krémeš — listové těsto plněné vanilkovým krémem
- túrós csusza — nudle s tvarohem
- Negro — lékořicové bonbony

### Nápoje
- Bikavér — doslova „Býčí krev“, silné červené víno
- Tokajské víno
- Unicum — bylinkový likér
- barack pálinka, cseres pálinka, törköly pálinka — meruňkovice, třešňovice, mlátovice